# خسرو مینو
خسرو مینو یکی از ووشوکاران ایرانی است که مدال‌های بسیاری همچون مدال برنز در بازی‌های آسیایی ۲۰۰۶ دوحه قطر و قهرمانی‌های دیگری همچون مدال طلای ۴ دوره متوالی از ترنمنت بین‌المللی ارمنستان را به دست آورده‌است. 